# Camptotypus obnoxius
Camptotypus obnoxius är en stekelart som först beskrevs av Smith 1865.  Camptotypus obnoxius ingår i släktet Camptotypus och familjen brokparasitsteklar. Inga underarter finns listade.